# André Ramalho
André Ramalho Silva (Ibiúna, 16 februari 1992) is een Braziliaans voetballer die doorgaans speelt als centrale verdediger. 

## Clubcarrière
Ramalho werd opgeleid bij de Braziliaanse evenknie van Red Bull Salzburg, Red Bull Brasil. In januari 2011 trok hij naar het Oostenrijkse Red Bull Salzburg. Hij werd in 2013 voor een half jaar verhuurd aan Liefering. Op 20 juli 2013 maakte hij zijn competitiedebuut tegen Wiener Neustadt. Een week later scoorde hij zijn eerste doelpunt voor Red Bull Salzburg, tegen Austria Wien. Bayer Leverkusen bereikte in januari 2015 een akkoord met Ramalho over een transfervrije overstap aan het eind van het toen lopende seizoen, waarbij hij een contract tot juni 2019 tekende. In zijn eerste seizoen speelde hij negentien wedstrijden. Het jaar erop huurde Mainz 05 hem voor één seizoen. Na dit seizoen speelde Ramalho nog drie duels voor Leverkusen, waarna hij terugkeerde naar Salzburg in januari 2018.
In mei 2021 werd Ramalho aangetrokken door PSV en tekende een contract voor drie seizoenen. De Eindhovenaren betaalden een bedrag van € 2,5 miljoen voor zijn diensten. Op 17 juli 2024 werd bekend dat hij zijn loopbaan vervolgt bij Corinthians in Brazilië, nadat hij al eerder niet inging op contractverlenging bij PSV.

## Clubstatistieken
| Seizoen | Club              | Competitie        | Competitie | Competitie | Beker | Beker | Internationaal | Internationaal | Totaal | Totaal |
| Seizoen | Club              | Competitie        | Wed.       | Dlp.       | Wed.  | Dlp.  | Wed.           | Dlp.           | Wed.   | Dlp.   |
| ------- | ----------------- | ----------------- | ---------- | ---------- | ----- | ----- | -------------- | -------------- | ------ | ------ |
| 2011/12 | → FC Liefering    | Regionalliga West | 10         | 2          | 0     | 0     | —              | —              | 10     | 2      |
| 2012/13 | → FC Liefering    | Regionalliga West | 21         | 3          | 0     | 0     | —              | —              | 21     | 3      |
| 2013/14 | Red Bull Salzburg | Bundesliga        | 33         | 5          | 6     | 1     | 13             | 1              | 52     | 7      |
| 2014/15 | Red Bull Salzburg | Bundesliga        | 31         | 1          | 5     | 0     | 11             | 1              | 47     | 2      |
| 2015/16 | Bayer Leverkusen  | Bundesliga        | 19         | 0          | 2     | 0     | 4              | 0              | 25     | 0      |
| 2016/17 | → Mainz 05        | Bundesliga        | 18         | 0          | 0     | 0     | 2              | 0              | 20     | 0      |
| 2017/18 | Bayer Leverkusen  | Bundesliga        | 3          | 0          | 0     | 0     | —              | —              | 3      | 0      |
| 2017/18 | Red Bull Salzburg | Bundesliga        | 8          | 2          | 2     | 0     | 8              | 0              | 18     | 2      |
| 2018/19 | Red Bull Salzburg | Bundesliga        | 27         | 1          | 5     | 0     | 13             | 0              | 45     | 1      |
| 2019/20 | Red Bull Salzburg | Bundesliga        | 26         | 6          | 6     | 0     | 3              | 0              | 35     | 6      |
| 2020/21 | Red Bull Salzburg | Bundesliga        | 28         | 1          | 6     | 1     | 9              | 0              | 43     | 2      |
| 2021/22 | PSV               | Eredivisie        | 20         | 3          | 2     | 0     | 14             | 0              | 36     | 3      |
| 2022/23 | PSV               | Eredivisie        | 28         | 0          | 5     | 0     | 11             | 0              | 44     | 0      |
| 2023/24 | PSV               | Eredivisie        | 33         | 3          | 3     | 0     | 10             | 0              | 46     | 3      |
| Totaal  | Totaal            | Totaal            | 304        | 27         | 42    | 2     | 98             | 2              | 444    | 31     |

Bijgewerkt op 28 mei 2024.

## Erelijst
| Competitie           |                   |                                                      |                   |                   |
| Competitie           | Aantal            | Jaren                                                |                   |                   |
| Red Bull Salzburg    | Red Bull Salzburg | Red Bull Salzburg                                    | Red Bull Salzburg | Red Bull Salzburg |
| -------------------- | ----------------- | ---------------------------------------------------- | ----------------- | ----------------- |
| Bundesliga           | 6x                | 2013/14, 2014/15, 2017/18, 2018/19, 2019/20, 2020/21 |                   |                   |
| ÖFB-Cup              | 5x                | 2013/14, 2014/15, 2018/19, 2019/20, 2020/21          |                   |                   |
| PSV                  |                   |                                                      |                   |                   |
| Eredivisie           | 1x                | 2023/24                                              |                   |                   |
| KNVB Beker           | 2x                | 2021/22, 2022/23                                     |                   |                   |
| Johan Cruijff Schaal | 3x                | 2021, 2022, 2023                                     |                   |                   |